# Famille Crignon de Bonvalet
Pour les articles homonymes, voir Crignon et Bonvalet.
 (juillet 2024).
La famille Crignon de Bonvalet ou Crignon-Bonvalet est une famille connue à Blois et Orléans dès le XVIIe siècle mais originaire d'Abbeville.
Deux branches en sont issues à partir de François Crignon (v.1633-1703) qui épouse à Blois en 1664, Marie Molland fille de l'hôtelier de La Galère, auberge située dans le quartier de Foix proche du port sur la Loire. Dès 1667, son gendre lui succède : il sera l'hoste de la Galère jusqu'à sa mort. Cette auberge bien située a vu passer des personnages célèbres tels madame de Sévigné (1680) et le duc d'Anjou sur le chemin de l'Espagne pour y occuper le trône (1700). Deux branches sont issues des deux mariages de François Crignon : l'aînée qui s'est fixée à Orléans et la cadette restée à Blois.

## Branche aînée d'Orléans
La branche d'Orléans avec François (1666-1738) prend le nom Crignon de Bonvalet. Elle fait fortune dans le négoce (épicerie en gros, négoce maritime) ce qui ne l'empêche pas d'acquérir des charges : Contrôleur ordinaire des guerres, lieutenant des eaux et forêts, procureur au grenier à sel, ainsi que de figurer au Consulat et à l'échevinage de la ville. 

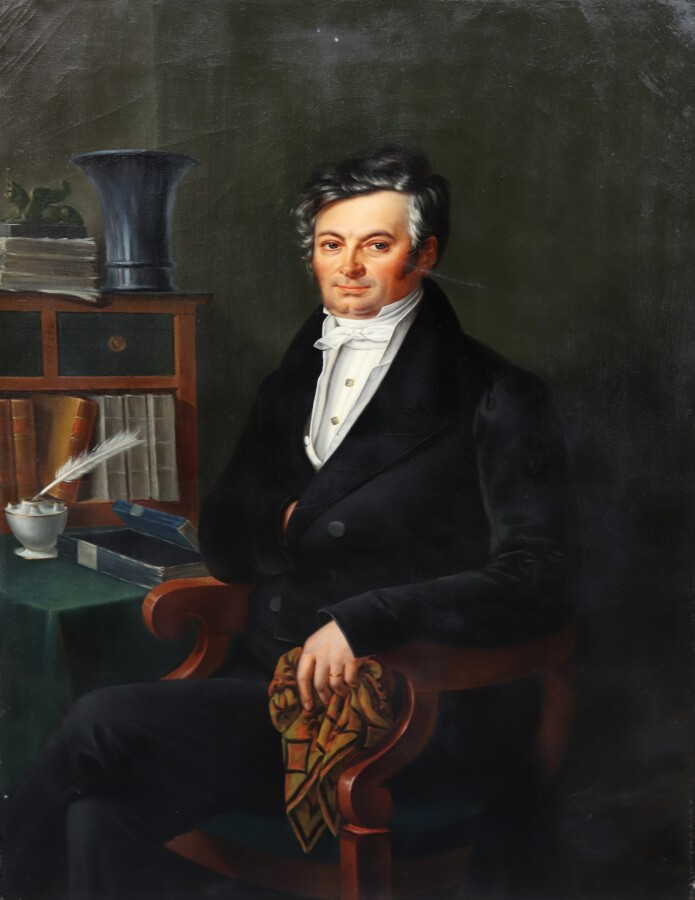
Fanny Boucher, Portrait d'Augustin Crignon de Montigny, 1829

C'est surtout celle de Conseiller secrétaire du roi acquise en 1752 par Anselme Crignon de Bonvalet (1694-1771) qui permet à cette famille bourgeoise d'accéder à la noblesse. À la génération suivante, François Anselme Crignon de Bonvalet (1720-1806) abandonne le négoce familial pour établir une raffinerie de sucre à Orléans (1770). Après avoir été échevin (1781), il sera le dernier maire d'Orléans de l'Ancien Régime (1786-1789). De ses onze enfants, on retiendra surtout Antoine Édouard Crignon de Bonvalet (1756-1839) qui sera fait baron Crignon Desormeaux (1810) puis baron héréditaire de Sévenay (1815) en remerciement de la charge de maire d'Orléans occupée de 1800 à 1815. Parallèlement à ces activités politiques, il continue d'exploiter la raffinerie familiale. Il sera le dernier membre de cette branche aînée Crignon Desormeaux mais la branche orléanaise se poursuivra dans des rameaux issus d'Anselme Crignon de Bonvalet (1727-1802) frère de François Anselme. Ces rameaux prendront les noms de : Crignon d'Ouzouer et Crignon de Montigny. Ses membres sont également raffineurs à Orléans. Comme les aînés, ils se consacrent à la politique.
Anselme Crignon d'Ouzouer (1755-1826) est élu député du Loiret (1815) et siègera parmi les ultras de la Chambre introuvable. Augustin Crignon de Montigny (1782-1856) fils du précédent sera aussi député du Loiret (1827-1839) mais il siègera dans l'opposition à Charles X puis se ralliera à la Monarchie de Juillet.
Les Crignon d'Orléans s'éteignent définitivement en 1911 en la personne d'un officier de cavalerie ayant fait campagne en Afrique.

## Branche cadette de Blois
Cette branche prend généralement le nom Crignon-Bonvalet. Elle est issue de Pierre Crignon Bonvalet (1681-1742) second fils de l'hôtelier de la Galère. L'auberge est vendue car Pierre est architecte et entrepreneur des ouvrages du roi. Son nom reste attaché à la construction du nouveau pont de Blois (1717-1724) sous la direction de Jacques Gabriel. De ses quatorze enfants nous retiendrons Pierre Crignon Bonvalet (1702-1768) exerçant la même profession que son père. Très prolifique, on lui compte dix-neuf enfants exerçant des professions très diverses à Blois et à Rennes où François Crignon-Chambon (1730-1808) sera inspecteur général des Ponts et chaussées de Bretagne.
Son frère aîné, Étienne Amédée Crignon Bonvalet (1728-1776) a quitté Blois pour Montrichard où il est greffier en chef du bailliage. C'est dans cette ville que naît son fils Étienne Crignon-Bonvallet (il signe avec deux l) (1763-1832). Sa carrière professionnelle dans la justice et comme agent de change se déroule à Paris. Dans cette seconde activité, il acquiert une grosse fortune et devient un notable du Loir-et-Cher où il fait l'acquisition de plusieurs domaines importants. Comme ses cousins orléanais, il commence une carrière politique locale et devient député de ce département, siégeant parmi les députés en opposition à Charles X (1828). Favorable à la Monarchie de Juillet, sa carrière politique se poursuivra. Il demeure à Paris dans un hôtel de la place Vendôme qu'il a acquis en 1801. Sans postérité, il laisse tous ses immenses biens à sa femme, puis ils passeront aux héritiers de celle-ci. Quelques miettes seulement reviendront aux Crignon survivants, personnages trop modestes : Georges Gabriel Crignon Bonvalet (1775-1851) sera le dernier représentant mâle de la branche blésoise.